# Tagesschau (ARD)
Tagesschau (traducido al español, La mirada del día) es un informativo de Alemania emitido por Das Erste y las cadenas pertenecientes a la ARD. Es el noticiero con mayor audiencia del país.
Este informativo dura entre 15 y 20 minutos, y trata los asuntos más importantes de Alemania y el resto del mundo. Se emite a las 20:00.

## Historia
El informativo de la televisión pública alemana comenzó el 26 de diciembre de 1952, siendo producido por Nordwestdeutscher Rundfunk (NWDR). Con una periodicidad inicial de 3 días a la semana, el 1 de octubre de 1956 pasó a emitir de lunes a sábado, y en 1961 se convirtió en informativo diario. La producción del informativo corre a cargo de todas las cadenas de la ARD, que aportan sus reportajes, y se emite desde la ciudad de Hamburgo.
Con una audiencia de aproximadamente 10 millones de espectadores diarios, Tagesschau es el informativo más visto de Alemania.

## Ediciones y otros informativos
Tagesschau tiene 2 ediciones: una es Tagesschau um fünf, emitido a las 17:00. La otra es el clásico Tagesschau a las 20:00, que es el informativo más visto de Alemania. Además cuenta con varios boletines informativos de breve duración a lo largo del día y también se ocupa de otros informativos, aunque estos no tengan el mismo nombre.
En 1978 se sustituyó la edición nocturna de Tagesschau por un informativo nocturno llamado Tagesthemen (Asuntos del día), que actualmente se emite a las 22:30 y que incluye una mayor duración e incluso debates. Los fines de semana, a las 00:30, se emite Nachtmagazin, un informativo que profundiza más en la noticia. Y también se encarga de otro programa semanal, llamado Wochenspiegel (Espejo de la semana).

## Sintonía
Desde 1956 Tagesschau utiliza la misma música de inicio. A lo largo de su historia ha sufrido varias adaptaciones, pero la sintonía es uno de los símbolos del informativo. Está compuesta por Hans Carste.
La composición viene precedida segundos antes en la pantalla por un reloj digital que indica la hora del momento (19:59:55 segundos) y luego por el sonido parecido a un gong cuando este reloj marca puntualmente la hora de emisión del noticiero (a las 20:00 horas en punto) y un locutor diciendo el siguiente mensaje: Hier ist das Erste Deutsche Fernsehen mit der Tagesschau (La primera cadena de televisión alemana presenta Tagesschau).

## Periodistas

### Dirección deTagesschau
| Martin S. Svoboda     | 1952–1960  |
| Hans-Joachim Reiche   | 1960–1970  |
| Hartwig von Mouillard | 1970–1977  |
| Dieter Gütt           | 1978–1980  |
| Edmund Gruber         | 1981–1988  |
| Henning Röhl          | 1988–1991  |
| Gerhard Fuchs         | 1991–1993  |
| Ulrich Deppendorf     | 1993–1998  |
| Bernhard Wabnitz      | 1999–2005  |
| Kai Gniffke           | 2006-2019  |
| Marcus Bornheim       | desde 2019 |

### Presentador principal de Tagesschau
- 1964–1987: Karl-Heinz Köpcke
- 1987–1995: Werner Veigel
- 1995–1999: Dagmar Berghoff
- 2000–2004: Jo Brauner
- 2004–2020: Jan Hofer
- 2020–presente: Jens Riewa

## Curiosidades
- Hasta los años recientes, los presentadores de Tagesschau no emplean teleapuntador, sino que leen las noticias a partir de hojas.
- La importancia de Tagesschau en Alemania es tal que el prime time de la mayoría de cadenas comienza a las 20:15, hora en que termina el informativo. Sat.1 intentó en los años 90 adelantar su prime time a las 20:00 para competir con la televisión pública, pero tras perder varios puntos de cuota de pantalla en dichos programas volvió a retrasar el comienzo de sus espacios estrella hasta que el Tagesschau acabase.
- La razón de su fecha de estreno se debe a que Aktuelle Kamera, informativo de Alemania Oriental, había comenzado sus emisiones días antes. Históricamente, Tagesschau fue más seguido por los alemanes del Este que el telediario oficial de la RDA.